# Giovanni Battista Bonetti
Giovanni Battista Bonetti noto anche come Giovanni Berosi (Reggio Emilia, 11 settembre 1576 – luglio 1632) è stato un vescovo cattolico italiano.

## Biografia
Poco si sa della sua vita. Nacque a Reggio Emilia nel 1576.
Il 31 luglio 1606 papa Paolo V lo nominò vescovo di Narni, sebbene non manchino fonti che ne anticipano la nomina al mese precedente. Succedette allo zio Giovanni Battista Toschi, il cui cognome paterno era pure Bonetti.
Ricevette la consacrazione episcopale il 20 agosto successivo nella Cappella Sistina a Roma dalle mani del cardinale Domenico Toschi, cardinale presbitero di Sant'Onofrio, co-consacranti i vescovi Kornelios Sozomenos, vescovo di Pola, e Giovanni Battista Toschi, vescovo di Tivoli e suo predecessore a Narni.
Morì nel 1632.

## Genealogia episcopale
La genealogia episcopale è:
- Vescovo Antonio Lauro
- Papa Sisto V
- Cardinale Mariano Pierbenedetti
- Cardinale Domenico Toschi
- Vescovo Giovanni Battista Bonetti